# Robert Kingscote
Sir Robert Nigel Fitzhardinge Kingscote (Kingscote, 28 febbraio 1830 – 22 settembre 1908) è stato un ufficiale e politico inglese.

## Biografia
Era il figlio del colonnello Thomas Henry Kingscote, di Kingscote Park, e della sua prima moglie, Isabella Anne Frances Somerset, figlia di Henry Somerset, VI duca di Beaufort. Sua madre morì quando lui non aveva ancora un anno. Era il fratellastro di Thomas Kingscote.

## Carriera

### Carriera militare
Kingscote è stato commissionato nei fucilieri delle Scots Fusilier Guards nel 1846. È stato aiutante di campo del suo prozio, Lord Raglan, durante la guerra di Crimea, e più tardi ha raggiunto il grado di tenente-colonnello della Scots Fusilier Guards. È stato anche un colonnello onorario nel 4º battaglione del Gloucestershire Regiment.

### Carriera politica
È stato un deputato per Gloucestershire West (1852-1885). È stato nominato vice Lord luogotenente di Gloucestershire nel 1856. Nello stesso anno fu nominato Commissario di boschi e foreste, carica che conservò fino al 1895. È stato anche un giudice di pace per Gloucestershire e Wiltshire.
Kingscote era un Groom in Waiting per la regina Vittoria (1859-1866), e come uno scudiero del principe di Galles nel 1867. È stato nominato vice sovrintendente del principe di Galles nel 1885, scudiero di Edoardo VII (1901-1902) e Paymaster General (1901-1908).
È stato anche presidente della Royal Agricultural Society nel 1878.

## Matrimoni

### Primo Matrimonio
Sposò, il 13 marzo 1851 a Petworth, Caroline Sophia Wyndham (10 settembre 1829-19 marzo 1852), figlia di George Wyndham, I barone Leconfield. Ebbero un figlio:
- un figlio (nato e morto 19 marzo 1852)

### Secondo Matrimonio
Sposò, il 5 febbraio 1856 a Congerston, Lady Emily Marie Curzon (1836-9 dicembre 1910), figlia di Richard Curzon-Howe, I conte Howe. Ebbero quattro figli:
- Nigel Richard Fitzhardinge Kingscote (14 febbraio 1857-24 novembre 1921), sposò Mary Miles, non ebbero figli;
- Harriet Maude Isabella Kingscote (1860-14 marzo 1906), sposò Arthur Wilson, ebbero tre figli;
- Winifred Ida Kingscote (24 aprile 1862-25 ottobre 1938), sposò George Cholmondeley, IV marchese di Cholmondeley[6], ebbero tre figli;
- Albert Edward Leicester Fitzhardinge Kingscote (13 maggio 1865).

## Morte
Morì il 22 settembre 1908, a 78 anni.

## Ascendenza
|                                             |                                    |                                                 | Genitori                                |  |  | Nonni |  |  | Bisnonni                      |  |  | Trisnonni         |  |
|                                             |                                    |                                                 |                                         |  |  |       |  |  | Robert Fitzhardinge Kingscote |  |  | William Kingscote |  |
|                                             |                                    |                                                 |                                         |  |  |       |  |  | Robert Fitzhardinge Kingscote |  |  | William Kingscote |  |
|                                             |                                    | Catherine Barnsley                              |                                         |  |  |       |  |  | Robert Fitzhardinge Kingscote |  |  |                   |  |
| Thomas Kingscote                            |                                    |                                                 |                                         |  |  |       |  |  | Robert Fitzhardinge Kingscote |  |  |                   |  |
|                                             |                                    | Mary Hammond                                    | …                                       |  |  |       |  |  |                               |  |  |                   |  |
|                                             |                                    | Mary Hammond                                    | …                                       |  |  |       |  |  |                               |  |  |                   |  |
|                                             |                                    | Mary Hammond                                    | …                                       |  |  |       |  |  |                               |  |  |                   |  |
| Thomas Kingscote                            |                                    | Mary Hammond                                    |                                         |  |  |       |  |  |                               |  |  |                   |  |
|                                             |                                    | Henry Peyton, I baronetto                       | George Dashwood                         |  |  |       |  |  |                               |  |  |                   |  |
|                                             |                                    | Henry Peyton, I baronetto                       | George Dashwood                         |  |  |       |  |  |                               |  |  |                   |  |
|                                             |                                    | Henry Peyton, I baronetto                       | Margaret Peyton                         |  |  |       |  |  |                               |  |  |                   |  |
| Harriet Peyton                              |                                    | Henry Peyton, I baronetto                       |                                         |  |  |       |  |  |                               |  |  |                   |  |
|                                             |                                    | Frances Rous                                    | John Rous, V baronetto                  |  |  |       |  |  |                               |  |  |                   |  |
|                                             |                                    | Frances Rous                                    | John Rous, V baronetto                  |  |  |       |  |  |                               |  |  |                   |  |
|                                             |                                    | Frances Rous                                    | Judith Bedingfeld                       |  |  |       |  |  |                               |  |  |                   |  |
| Robert Kingscote                            |                                    | Frances Rous                                    |                                         |  |  |       |  |  |                               |  |  |                   |  |
|                                             | Henry Somerset, V duca di Beaufort | Charles Somerset, IV duca di Beaufort           |                                         |  |  |       |  |  |                               |  |  |                   |  |
|                                             | Henry Somerset, V duca di Beaufort | Charles Somerset, IV duca di Beaufort           |                                         |  |  |       |  |  |                               |  |  |                   |  |
|                                             | Henry Somerset, V duca di Beaufort | Elizabeth Berkeley                              |                                         |  |  |       |  |  |                               |  |  |                   |  |
| Henry Charles Somerset, VI duca di Beaufort | Henry Somerset, V duca di Beaufort |                                                 |                                         |  |  |       |  |  |                               |  |  |                   |  |
|                                             |                                    | Elizabeth Boscawen                              | Edward Boscawen                         |  |  |       |  |  |                               |  |  |                   |  |
|                                             |                                    | Elizabeth Boscawen                              | Edward Boscawen                         |  |  |       |  |  |                               |  |  |                   |  |
|                                             |                                    | Elizabeth Boscawen                              | Frances Glanville                       |  |  |       |  |  |                               |  |  |                   |  |
| Isabella Somerset                           |                                    | Elizabeth Boscawen                              |                                         |  |  |       |  |  |                               |  |  |                   |  |
|                                             |                                    | Granville Leveson-Gower, I marchese di Stafford | John Leveson-Gower, I conte Gower       |  |  |       |  |  |                               |  |  |                   |  |
|                                             |                                    | Granville Leveson-Gower, I marchese di Stafford | John Leveson-Gower, I conte Gower       |  |  |       |  |  |                               |  |  |                   |  |
|                                             |                                    | Granville Leveson-Gower, I marchese di Stafford | Evelyn Pierrepont                       |  |  |       |  |  |                               |  |  |                   |  |
| Charlotte Sophia Leveson-Gower              |                                    | Granville Leveson-Gower, I marchese di Stafford |                                         |  |  |       |  |  |                               |  |  |                   |  |
|                                             |                                    | Susanna Stewart                                 | Alexander Stewart, VI conte di Galloway |  |  |       |  |  |                               |  |  |                   |  |
|                                             |                                    | Susanna Stewart                                 | Alexander Stewart, VI conte di Galloway |  |  |       |  |  |                               |  |  |                   |  |
|                                             |                                    | Susanna Stewart                                 | Catherine Cochrane                      |  |  |       |  |  |                               |  |  |                   |  |
|                                             |                                    | Susanna Stewart                                 |                                         |  |  |       |  |  |                               |  |  |                   |  |